# 彼女たちの流儀
『彼女たちの流儀』（かのじょたちのりゅうぎ）は、2006年6月23日に130cmより発売された18禁恋愛アドベンチャーゲーム。略称は『カノギ』。
130cmの第4作目。学園の演劇部を舞台に、20日間の青春群像劇を吸血鬼伝説のミステリーを交えて描いた恋愛アドベンチャーゲームで攻略可能なヒロイン数は6人。
予約特典として小梅けいと、桜沢いづみ、橘由宇、つたえゆず、なつめえりなどイラストレーターによる描き下ろしイラストや塗り絵調原画が収録された冊子『彼女たちの祝儀』（かのじょたちのしゅうぎ）と、ゲーム主題歌「Red -reduction division-」のフルバージョンおよびリミックス（両方とも後にfripSideのアルバム『the very best of fripSide 2002-2006』に収録）が収録されたCDが付属。
また、2006年9月には原画集『彼女たちの流儀 ビジュアルファンブック』(ISBN 4-7730-0330-8)と録り下ろし楽曲も収録されたサウンドトラックアルバム『彼女たちの響』（かのじょたちのひびき）も発売され、同年12月開催の「コミックマーケット71」ではギャグテイストの番外編ドラマCD『ケータイ刑事 尾瀬道櫻子の事件簿 〜緑のメガネ殺人事件〜 The Green Glasses Murder Case』も販売、翌2007年2月2日には店頭販売も開始。
なお、2006年9月1日にFlyingShine黒から発売されたアダルトゲーム『彼女たちの禁忌』（かのじょたちのタブー）とは無関係。

## あらすじ
現代日本の某県の地方都市。この地方を代表する旧華族の血筋を受け継ぐ大富豪「白銀」の家に生まれた少年「胡太郎」は英国貴族を思わせる広大な屋敷で、父と母そして「鳥羽莉」「朱音」という二人の姉と共に何不自由ない暮らしを送っていた。しかしやがて両親は離婚、姉二人は白銀家に残り胡太郎は母親に引き取られる。こうして胡太郎は幼くして生家を去り、遠い町に移り住むこととなった。
それから5年後、胡太郎の母は新たに夫を迎えることもなくこの世を去る。母の葬儀を終え、落ち込んでいた胡太郎の前に「火乃香」と名乗る一人の女性が現れる。白銀家の使いの者だという彼女は、一人きりとなった胡太郎に生家に戻ってこないかと持ちかけた。こうして胡太郎は5年間全く連絡をとらなかった白銀家に帰ることとなる。
白銀家の門を叩いた胡太郎を待ち受けていたのは二人の少女。それは紛れもなく実の姉・鳥羽莉と朱音だった。しかし胡太郎はその時彼女たちの様子に不審を感じる。5年もの歳月が経ったというのに、二人とも姿が全く変わっていなかったのだ。その上、双子の妹である鳥羽莉の自分への態度は妙に冷たく、そっけないものだった。
転校先の学園生活にも慣れ、半年が過ぎた10月のある日。胡太郎は演劇部の部長を務める鳥羽莉にある相談を持ちかけられる。聞けば20日後の学園の文化祭で演じられる劇『月の箱庭』にヒロイン役として出演してほしいというのである。自分にそんなことができるわけがないと一度は断る胡太郎。しかし、鳥羽莉が初めて自分に興味を示してくれたのではないかと思い直し、その誘いを引き受けたのだった。
演劇部での初日練習の後、胡太郎は鳥羽莉に用があると言われ二人きりで部室に残っていた。何が始まるのかと思っていると鳥羽莉はおもむろに胡太郎を誘惑し始め、二人はそのまま男女の関係を持ってしまう。その後、鳥羽莉は自分の正体が人の血と精を糧とする吸血鬼であると語った。

## 登場人物

### メインキャラクター
兎月 胡太郎（とげつ こたろう）
声 - 奥川久美子
本編の主人公。学園の2年生。まるで少女のような美しい顔を持つ少年で「カッコいい」というより「可愛い」と言われることが多い。異性には興味はあるものの付き合ったことはおろかキスもまだである。それなりに才能はあるものの、姉の鳥羽莉が優秀すぎるあまり、劣等感を持ってしまうことが多い。機嫌が悪くなるとすぐに「バカ」という癖がある。演劇の経験は皆無に等しいにもかかわらず、鳥羽莉に誘われ、文化祭で上演される予定の劇『月の箱庭』のヒロインである「死せる月の国の女王セレス」を演じることとなる。
白銀 鳥羽莉（しろがね とばり）
声 - 涼森ちさと
白銀姉妹の妹。学園の3年生。真面目で責任感が強くリーダーシップもあるため、学園では演劇部の部長を務める。かつては女優であった母親の才能を受け継ぎ、その演技力は部の中でも群を抜いている。5年前、胡太郎と別れる以前はよく笑う普通の子供だったが、現在の性格は非常に感情の起伏に乏しいものとなっている。普段は非常に大人びており、言葉遣いも上品で知的であるが、時代劇が好きという変わった一面もあり、特に気に入っている作品『隠密老中』の話になると、やたらムキになってしまう。イギリス人だった祖母の血筋により、双子の姉「朱音」共々美しく長い金髪を有す。『月の箱庭』では主人公の青年吸血鬼「レミューリア」を演じる。
白銀 朱音（しろがね あかね）
声 - あさり☆
鳥羽莉の双子の姉。学園の2年生。5年前に胡太郎と別れる以前は病弱でほとんど寝たきりの生活をしていたが、現在では元気すぎるほど元気になり毎日学校にも通っている。本来ならば鳥羽莉と同じ学年であるが、過去の病欠のため一年下の学年となり胡太郎と同じクラスに在籍している。鳥羽莉とは対照的に呑気で自由気ままな性格で悪戯好き。授業中は毎回のように居眠りをしているがなぜか成績はよい。難しい本を読むことが好きで自室には数え切れないほど沢山の本が並べられている。
花葉 千佐都（かよう ちさと）
声 - 櫻レオナ
胡太郎・鳥羽莉・朱音の幼馴染。朱音からは「ちーちゃん」と呼ばれている。学園では胡太郎のクラスの委員長を務め、文化祭でのクラス企画の準備に奔走している。真面目で世話好きな性格。実家は合気道「葉卦円心流」の道場であり、千佐都は若くしてその師範代についている。勉強熱心な優等生であるが家事の類は苦手としており、特に料理は何を作っても異様な味になってしまう。胡太郎とは幼い頃彼が道場に迷い込んできたことから知り合い、その後しばらくの間一緒に合気道を習っていた。
由希 せせり（ゆき せせり）
声 - 森川陽子
学園の1年生で演劇部員。母親と2人でマンションで暮らしている。ショートヘアが特徴のボーイッシュな少女で自分のことをボクと呼ぶ。非常に明るくハキハキとした性格でプラス思考の持ち主であるが、相当な天然ボケキャラでもあるため、その努力は空回りすることが多い。胡太郎に対しては、かつて同じ飼育委員をしていたときに困っていた所を助けられて以来、強い憧れを抱いており、自分にとっての王子様だと思っている。大抵の公演では舞台には上がらず、出演者たちの衣装や小道具作りを担当する。さららという名前の母親と二人でマンションで暮らしているが、母親は遅くまで仕事していることが多く、休日もハウスダストやドラム式洗濯機の回転にかこつけて家事を放棄してせせりに押しつけている。
秋名 涼月（あきな すずつき）
声 - 紬叶慧
せせりと同じ1年生の演劇部員。つりあがった両目と長いウェーブ状の髪が特徴。せせりとは親友同士でいつも一緒に過ごしているが性格は全く逆であり、かなりのひねくれ者でいつも不機嫌そうな顔をしている。しかしそれには彼女の複雑な家庭環境が影響している。半年前、演劇部に憧れたせせりに引っ張られ、そのまま一緒に入部することになった。親友であるせせりが胡太郎に思い切って好きだと告白したが、振られて泣いてしまったため胡太郎をやたら嫌い、彼のことを名前が兎月であることから「ウサギ」と呼んできつく当たっている。公演では女王セレスの命を狙う占星術師「アルクラ」を演じる。当初は胡太郎に名前を苗字として誤認されており、気安く名前を呼ぶなと怒っていたが、せせりが誤解を解いてからも「秋名の苗字がしっくりこないから」という理由で涼月と呼ばれている（その際には「（苗字が秋名なので）ハチロクと呼ばれないだけありがたいと思え」などと言われ、当惑していた）。
弓曳 火乃香（ゆみひき ほのか）
声 - 春野萌
白銀家の家令兼メイドを務める女性。白銀家の一切の家事のほか、莫大な資産の管理・運用も行っている。背が高く知性に溢れているが、実はまだ10代で既にイギリスの大学を飛び級で卒業している才女。いつも落ち着いていて、胡太郎たちにとっては使用人というより頼れる姉のような存在である。大排気量のバイクを乗り回す一方で可愛い人形を集めるのが好き。なお、ヒロインの中で火乃香だけが衣服が一種類しかなく、また、彼女を攻略するためには先に朱音編をクリアする必要がある。

### サブキャラクター
柴原 五百里（しばはら いおり）
学園の男子生徒で胡太郎、朱音、千佐都のクラスメイト。背が高く、まるでモデルのようにハンサムな青年。女性経験が豊富で何人もの年上のお姉さんのマンションを転々としながら暮らしているらしい。白銀邸にも時々泊まりにくることがある。
尾瀬道 櫻子（おぜみち さくらこ）
声 - 涼森ちさと
演劇部員の2年生。おしゃべりで自己主張が強く、思ったことを何でも口に出す。公演では同じ部員の杉浦、丹波と共に女王セレスを打倒すべく開かれた王侯会議に出席する貴族の役を担当。余談だが番外編ドラマCDではケータイ刑事のパクリをしている。
杉浦 佳推（すぎうら かすい）
声 - 紬叶慧
尾瀬道と同じ2年生で彼女とは親友同士。おかっぱ頭に眼鏡といった目立たない印象の少女で、とてもおとなしい性格だがかなり毒舌。眼鏡をかけているため目立たないが実は美少女。講演では尾瀬道と同じく王侯会議に出席する貴族の役を担当。
山内 聖児（やまうち せいじ）
学園の3年生で演劇部の副部長。大柄な体格で額にはほくろがあり、まるで大仏のような顔をしている。鳥羽莉と同様リーダーシップがあり、周囲からは頼りにされている。公演では人間達の住む国を治める初老の国王を演じる。実家は教会で、神学校への進学が決まっている。
丹波 文雄（たんば ふみお）
学園の1年生。自信家でマイペースな少年で先輩達に対してもあまり遠慮することがない。演劇部には女の子がいっぱいいるからという理由で入った。
白銀 将太郎（しろがね しょうたろう）
胡太郎、鳥羽莉、朱音の父親。胡太郎が白銀家に戻ったときには既に他界していた。
白銀 満月（しろがね みつき）
鳥羽莉、朱音の伯母で2人と同じ吸血鬼。イギリスの田舎町でクライブという男性と共に暮らしている。
槍持 蛍（そうじ けい）
火乃香の父親で彼女と同じ使用人。かつて白銀家との間である事件をおこし、それがもとで命を落とした。
ナイト
白銀家で飼われている黒猫。もとは白銀邸に勝手に住み着いているだけだったが胡太郎が戻ってからは飼い猫になった。「ナイト」という名は夜のように黒いからとのことで胡太郎が付けたもの。神出鬼没でいつの間にか現れたりいなくなったりする。

## 月の箱庭
『彼女たちの流儀』の作中において胡太郎たちが演じる劇『月の箱庭』は、中世ヨーロッパ風の世界を舞台に青年吸血鬼「レミューリア」と女王「セレス」との愛を描いた作品である。内容は以下のようなものである。
人間達に迫害され長い旅をしてきた吸血鬼のレミューリア（鳥羽莉）は、漆黒の月に照らされた不思議な国に迷い込む。そこは女王セレス（胡太郎）の他に誰一人暮らしていないという「死せる月の国」だった。その光に照らされた人間はたちどころに命を奪われるという「死せる月」も、同じ闇の中に生きる吸血鬼であるレミューリアには効果がない。格好の逃げ場所を見つけたと思ったレミューリアは女王セレスの許しを得てしばらくの間そこに留まることにした。
一方そのころ、人間達の住む国では「死せる月」の力により人々が脅威にさらされていた。対策を講じている国王（山内）や貴族達（尾瀬道、杉浦、丹波）の前にアルクラ（涼月）と名乗る占星術師が現れる。アルクラは国王の不安を消し去ってみせると言い放ち、「死せる月の国」へと赴く。
文化祭での劇の上演シーンは鳥羽莉か朱音の攻略ルートのみに存在し、その他4ヒロインのルートでは胡太郎のセリフの中で語られるだけである（しかも、千佐都ルートでは胡太郎はクラスの出し物に参加するために五百里に代役を頼み、彼自身は劇には出演すらしていない）。なお、鳥羽莉ルートの場合、文化祭本番では胡太郎と鳥羽莉のアドリブ合戦となるため、この部分の本来の筋（と思われるストーリー）は朱音ルートでしか見ることができない。その朱音ルートでは非常に貴重な「演じ手としての朱音」を見ることができる。また6人のヒロインすべてのエンディングを観終わると、タイトル画面の黒い三日月が黒い満月に変化し背景の青空が夕焼け空になる。黒い月の部分をクリックすると隠しシナリオ『月の箱庭』が始まり、鳥羽莉とのもう一つのエンディングが迎えられる。エンディング後はタイトル画面の夕焼け空が再び青空に戻る。

## 吸血鬼
この物語のヒロインである鳥羽莉と朱音、そして2人の伯母・満月は吸血鬼である。白銀家の女性は代々皆吸血鬼となる宿命を持って生まれてくる。彼女たちは誕生からある程度の時期までは普通の人間と変わらないが、ある日（鳥羽莉と朱音の場合は胡太郎が白銀家を出てから最初の誕生日を迎えた時）突然全身を激痛が走り、人外の存在へと変貌してしまうのである。この現象は転化と呼ばれている。
鳥羽莉たちが演じる劇『月の箱庭』に登場する吸血鬼「レミューリア」は、太陽光や十字架に弱く、体を霧に変えることができるなど一般的に知られている吸血鬼の特徴を持っているが、鳥羽莉たちにはそのような傾向は全くなく、外見も普通の人間と変わらない。しかし転化により吸血鬼となった彼女たちは人間とは違って、体は全く成長しなくなるため初潮前に転化すると妊娠することもできなくなる。また体を負傷してもたちどころに傷が治癒されるようになる。
吸血鬼は生きてゆくための糧として人間の血を吸うことを必要とする。これは食餌（しょくじ）と呼ばれている。食餌は吸血（一般的な吸血鬼と同様）の他に、人間との性行為（異性・同性は問わない）でも行うことができるがこれはあくまで一時しのぎであり、いずれは必ず誰かの血を吸わなければならない。血を吸わない状態が長く続いてしまうと理性を失い、見境なく人間に襲いかかってしまうようになる。
白銀一族の中では吸血鬼になるのは女性だけであり、男性である胡太郎はならない。しかし、世界には男性だけが吸血鬼となる一族も存在するらしい。また、吸血鬼に血を吸われた人間が新たな吸血鬼となることもない。作品中では詳しく語られていないが、吸血鬼の血を一般の人間に与え吸血鬼にする方法もある。
吸血鬼たちは日本では厚生労働省によってその行動が監視されており、火乃香はその管理官の1人である。彼女は鳥羽莉と朱音の2人の食餌の相手でもある。吸血鬼の存在は国家の上層部には知られているが一般社会には伏せられているため、人間と違って年老いることのない吸血鬼たちは自らの正体を隠すため様々な土地を転々としながら生活しなければならない。

## サウンドトラック収録曲
Disc1
1. 鳥羽莉のテーマ(arrange Ver)
2. 火乃香のテーマ
3. 演劇部
4. せせりのテーマ
5. 悪戯
6. 千佐都のテーマ
7. 涼月のテーマ
8. 胡太郎のテーマ
9. 朱音のテーマ
10. 贖罪(arrange Ver)
11. 白銀邸
12. 青春
13. 学び舎
14. 吸血鬼
15. 舞台音楽・物語
16. 遊戯
17. 告白
18. 舞台音楽・心線
19. 恋心
20. 安息
21. 孤独
22. 祝福(arrange Ver)

Disc2
1. Red -reduction division-
2. true eternity
3. misery
4. fictional moon
5. true eternity-album version-
6. BGM-Red〜M24（喧騒）-
7. Red -reduction division-/instrumental
8. true eternity/instrumental
9. misery/instrumental
10. fictional moon/instrumental
11. true eternity-album version-/instrumental

## 制作スタッフ
- 原画 - みやま零
- シナリオ - 西空康誠、まやせろみ、御童魁
- 音楽 - U-ma、Satoshi Yaginuma
- 主題歌：全曲fripSide（第1期 ボーカル、nao）が担当。
  - オープニングテーマ「Red -reduction division-」
    - 作詞・作曲・編曲：八木沼悟志
    - 2017年10月4日発売のfripSide15周年記念アルバム『crossroads』でも、南條愛乃がカバーして収録、MVも新規で制作された（志垣太郎が吸血鬼として登場）[1]。

  - エンディングテーマ「true eternity」
    - 作詞・作曲・編曲：八木沼悟志

  - ドラマCD主題歌「dream myself!」
    - 作詞：nao・山下慎一狼　作曲・編曲：八木沼悟志

## その他
- 正式なタイトルは『彼女たちの流儀』であるが、ロゴタイプで右下に書かれている英字表記「Their Styles」がサブタイトルと誤解され『彼女たちの流儀 -Their Styles-』とされていることが多い。これは最初ロゴが作られたときに英字表記を飾りで入れていたのが、ページ制作時にWebデザイナーが英字部分も含めてタイトルであると誤解してページを作成したためである。[2]
- 予約特典のゲーム主題歌「Red -reduction division-」のフルバージョンおよびリミックスが収録されたCDにはそれぞれの曲のインストゥルメンタルバージョンも収録されているため、計4曲収録となっている。なお、リミックスバージョンのインストゥルメンタルバージョンはゲーム本編でBGMとして使用されているがサントラCD『彼女たちの響』には収録されておらず、ゲーム内とライブラリ内の音楽鑑賞、そしてこのCDでしか聞くことができない。
- サントラCD『彼女たちの響』に収録されている「鳥羽莉のテーマ」と「贖罪」、「祝福」はアレンジバージョンであり、オリジナルバージョンはゲーム内とライブラリ内の音楽鑑賞でしか聞くことができない。
- 番外編ドラマCD『ケータイ刑事 尾瀬道櫻子の事件簿 〜緑のメガネ殺人事件〜 The Green Glasses Murder Case』はそのタイトルから分かるように、BS-iで放映されているケータイ刑事シリーズのパロディである。パッケージイラストのタイトルロゴは『ケータイ刑事 銭形舞』のロゴのコピーそのものであり、イラストに描かれたキャラクターの携帯電話の持つ格好などにも影響が見受けられる。
- 鳥羽莉はみやま零が所属する同人サークル『StrayMoon』の作品『不機嫌な姉』のエンディングに名前とセリフが登場する。「不機嫌な姉」は『彼女たちの流儀』と同じ街を舞台として使用した作品であり。時間系列的に胡太郎が戻ってきてから演劇部に入る前にあたる。
- シルバーブリッツのカードゲーム『リセ』に参戦している。収録エキスパンションは、VisualArt's3.0など。